# Asiles de fous
Asiles de fous est un roman de Régis Jauffret publié le 22 août 2005 aux éditions Gallimard. Ce roman a reçu le prix Femina la même année.

## Éditions
- Éditions Gallimard, 2005,  (ISBN 2070775348)